# ピコチャンブラック
ピコチャンブラック（Piko Chan Black、2022年4月24日 - ）は日本の競走馬。主な勝ち鞍に2025年のスプリングステークス。
馬名由来は「冠名＋敬称＋父名の一部」。

## 戦績
2024年7月20日、福島競馬場5Rの2歳新馬戦で、石橋脩を背にデビュー。ハナを切ってそのまま逃げ切り、2着馬に7馬身差をつける完勝で、デビュー戦での初勝利を収めた。10月19日のアイビーステークスは直線でマスカレードボールに捕まり、2着に惜敗。重賞及びGI初挑戦のホープフルステークスは3番人気に支持されたが、4コーナーでズルズルと後退し、13着惨敗に終わった。
3歳シーズンは3月16日のスプリングステークスより始動。道中4番手から押し上げ、直線入り口で早々に先頭に立つと、そのまま押し切って重賞初制覇を飾った。祖父ブラックタイド（2004年）、父キタサンブラック（2015年）に続く、父子3代での同レース制覇となった。しかし4月20日の皐月賞は13番人気と評価は低かった。スタートでハナに立ち1000m地点まで逃げたが、まくってきたファウストラーゼンに並ばれ、最終コーナーでかわされるとそのまま馬群に沈み最下位となる。5月16日、出走予定だった東京優駿を回避することを発表。「（15日の）追い切り後にわずかに歩様に硬さが出ました。将来のことを考えて、今回は大事を取ってダービーの出走を見送ります」と管理する上原が説明した。

## 競走成績
以下の内容は、netkeiba.comおよびJBISサーチに基づく。
| 競走日     | 競馬場 | 競走名      | 格  | 距離（馬場）  | 頭 数 | 枠 番 | 馬 番 | オッズ （人気） | 着順 | タイム （上り3F） | 着差 | 騎手      | 斤量 [kg] | 1着馬（2着馬）         | 馬体重 [kg] |
| ---------- | ------ | ----------- | --- | ------------- | ----- | ----- | ----- | --------------- | ---- | ----------------- | ---- | --------- | --------- | ---------------------- | ----------- |
| 2024.07.20 | 福島   | 2歳新馬     |     | 芝2000m（良） | 10    | 7     | 7     | 001.70（1人）   | 01着 | R2:03.6（35.0）   | -1.1 | 0石橋脩   | 55        | （ヴィジョンメーカー） | 472         |
| 0000.10.19 | 東京   | アイビーS   | L   | 芝1800m（良） | 8     | 7     | 7     | 002.20（1人）   | 02着 | R1:46.0（33.9）   | -0.2 | 0石橋脩   | 56        | マスカレードボール     | 486         |
| 0000.12.28 | 中山   | ホープフルS | GI  | 芝2000m（良） | 18    | 7     | 15    | 007.60（3人）   | 13着 | R2:01.9（36.2）   | -1.4 | 0川田将雅 | 56        | クロワデュノール       | 490         |
| 2025.03.16 | 中山   | スプリングS | GII | 芝1800m（重） | 12    | 7     | 9     | 004.10（2人）   | 01着 | R1:51.5（38.1）   | -0.0 | 0石橋脩   | 57        | （フクノブルーレイク） | 488         |
| 0000.04.20 | 中山   | 皐月賞      | GI  | 芝2000m（良） | 18    | 5     | 9     | 074.7（13人）   | 18着 | R1:58.9（36.7）   | -1.9 | 0石橋脩   | 57        | ミュージアムマイル     | 484         |

- 競走成績は2025年4月20日現在

## 血統表
| ピコチャンブラックの血統      | ピコチャンブラックの血統                  | ピコチャンブラックの血統                  | （血統表の出典）                          | （血統表の出典）        |
| 父系                          | サンデーサイレンス系（ヘイロー系）        | サンデーサイレンス系（ヘイロー系）        | サンデーサイレンス系（ヘイロー系）        | [ § 2 ]                 |
| 父 キタサンブラック 鹿毛 2012 | 父の父ブラックタイド 黒鹿毛 2001          | サンデーサイレンス                        | Halo                                      | Halo                    |
| 父 キタサンブラック 鹿毛 2012 | 父の父ブラックタイド 黒鹿毛 2001          | サンデーサイレンス                        | Wishing Well                              |                         |
| 父 キタサンブラック 鹿毛 2012 | 父の父ブラックタイド 黒鹿毛 2001          | ウインドインハーヘア                      | Alzao                                     | Alzao                   |
| 父 キタサンブラック 鹿毛 2012 | 父の父ブラックタイド 黒鹿毛 2001          | ウインドインハーヘア                      | Burghclere                                |                         |
| 父 キタサンブラック 鹿毛 2012 | 父の母シュガーハート 鹿毛 2005            | サクラバクシンオー                        | サクラユタカオー                          | サクラユタカオー        |
| 父 キタサンブラック 鹿毛 2012 | 父の母シュガーハート 鹿毛 2005            | サクラバクシンオー                        | サクラハゴロモ                            |                         |
| 父 キタサンブラック 鹿毛 2012 | 父の母シュガーハート 鹿毛 2005            | オトメゴコロ                              | ジャッジアンジェルーチ                    | ジャッジアンジェルーチ  |
| 父 キタサンブラック 鹿毛 2012 | 父の母シュガーハート 鹿毛 2005            | オトメゴコロ                              | ティズリー                                |                         |
| 母 トランプクイーン 鹿毛 2010 | 母の父ネオユニヴァース 鹿毛 2000          | サンデーサイレンス                        | Halo                                      | Halo                    |
| 母 トランプクイーン 鹿毛 2010 | 母の父ネオユニヴァース 鹿毛 2000          | サンデーサイレンス                        | Wishing Well                              |                         |
| 母 トランプクイーン 鹿毛 2010 | 母の父ネオユニヴァース 鹿毛 2000          | *ポインテッドパス                         | Kris                                      | Kris                    |
| 母 トランプクイーン 鹿毛 2010 | 母の父ネオユニヴァース 鹿毛 2000          | *ポインテッドパス                         | Silken Way                                |                         |
| 母 トランプクイーン 鹿毛 2010 | 母の母*バレークイーン 鹿毛 1988           | Sadler's Wells                            | Northern Dancer                           | Northern Dancer         |
| 母 トランプクイーン 鹿毛 2010 | 母の母*バレークイーン 鹿毛 1988           | Sadler's Wells                            | Fairy Bridge                              |                         |
| 母 トランプクイーン 鹿毛 2010 | 母の母*バレークイーン 鹿毛 1988           | Sun Princess                              | *イングリッシュプリンス                   | *イングリッシュプリンス |
| 母 トランプクイーン 鹿毛 2010 | 母の母*バレークイーン 鹿毛 1988           | Sun Princess                              | Sunny Valley                              |                         |
| 母系(F-No.)                   | バレークイーン(IRE)系(FN:1-l)             | バレークイーン(IRE)系(FN:1-l)             | バレークイーン(IRE)系(FN:1-l)             | [ § 3 ]                 |
| 5代内の近親交配               | サンデーサイレンス：S3×M3、Lyphard：S5×S5 | サンデーサイレンス：S3×M3、Lyphard：S5×S5 | サンデーサイレンス：S3×M3、Lyphard：S5×S5 | [ § 4 ]                 |
| 出典                          | 1. 2. 3. 4.                               | 1. 2. 3. 4.                               | 1. 2. 3. 4.                               | 1. 2. 3. 4.             |

- 伯父にフサイチコンコルド、ボーンキング、アンライバルド。
- 従兄弟にリンカーン、ヴィクトリー、アンブロワーズ。